# Legends of Tomorrow (3.ª temporada)
A terceira temporada da série de televisão estadunidense Legends of Tomorrow, que é baseada em personagens da DC Comics, estreou na The CW  em 10 de outubro de 2017 e teve 18 episódios até 9 de abril de 2018. A temporada segue as Lendas, um disfuncional equipe de super-heróis e anti-heróis viajantes no tempo e sua missão de corrigir anacronismos no tempo que eles causaram involuntariamente. É ambientado no Universo Arrow, compartilhando continuidade com as outras séries de televisão do universo e é um spin-off de Arrow e The Flash. A temporada é produzida pela Berlanti Productions, Warner Bros. Television e DC Entertainment, com Phil Klemmer atuando como showrunners.
A temporada foi encomendada em janeiro de 2017. A produção começou naquele julho e terminou em fevereiro de 2018. Os principais membros do elenco Victor Garber, Brandon Routh, Caity Lotz, Franz Drameh, Maisie Richardson-Sellers, Amy Pemberton, Nick Zano e Dominic Purcell voltaram de anteriores temporadas. Eles se juntam a novos membros do elenco Tala Ashe e Keiynan Lonsdale de The Flash . A série foi renovada para uma quarta temporada em 2 de abril de 2017.

## Premissa
As Lendas descobrem que tentar viajar no tempo com duas versões de si mesmas a bordo do Waveriver teve mais impacto no tempo do que eles pensavam. Devido a esse erro crasso, anacronismos surgiram ao longo da linha do tempo; estes variam de objetos e pessoas. A nova Agência do Tempo de Rip Hunter (uma organização substituta para os Time Masters) força os Legends a se aposentar e retomar uma vida normal. No entanto, eles são forçados a voltar à ação e podem trabalhar como membros substitutos da Agência do Tempo; eles permanecem inconscientes de que Rip está realmente planejando usar suas tendências destrutivas e idiotas para uma ameaça muito maior do que os anacronismos.

## Episódios
| N.º na série | N.º na temp. | Título                                                                     | Dirigido por       | Escrito por                                                                                 | Exibição original       | Audiência (milhões) |
| --- | ------------ | -------------------------------------------------------------------------- | ------------------ | ------------------------------------------------------------------------------------------- | ----------------------- | ------------------- |
| 34 | 1            | "Aruba-Con" "(Aruba-Con)" (BR)                                             | Rob Seidenglanz    | Phil Klemmer & Marc Guggenheim                                                              | 10 de outubro de 2017   | 1.71                |
| Em Los Angeles, agora alterada, as Lendas encontram Rip, que revela que criou a "Agência do Tempo" para substituir o Conselho. Os agentes da Agência consertam os "anacronismos", e Rip separa as Lendas. Seis meses depois, as Lendas vivem vidas normais, nostálgicas em relação às suas aventuras anteriores. Em Aruba, Mick captura Júlio César e informa Sara, que leva Ray e Nate em uma missão para provar seu valor para a Agência. Depois de entregarem o homem errado e serem recusadas por Rip, as Lendas, juntamente com Jax e Stein, que está relutante, roubam o Cavaleiro do Tempo e capturam o verdadeiro César. Quando Rip exige que eles entreguem César para a Agência e deixem a Agência corrigir o anacronismo, as Lendas decidem levar César de volta para 49 a.C. Durante o retorno, César rouba o livro de história de Nate e usa esse conhecimento para conquistar o mundo. A Agência chega e assume a operação. Durante uma excursão para recuperar o livro, a Agente Sharpe é capturada, obrigando Rip a deixar as Lendas consertarem o anacronismo. Mais tarde, Rip diz para Sharpe que as Lendas podem ser úteis na neutralização do "Mallus". Em Zambesi, 1942, Amaya, ainda mais poderosa, ataca um grupo de caçadores furtivos que procuram prejudicar sua aldeia. |              |                                                                            |                    |                                                                                             |                         |                     |
| 35 | 2            | "Freakshow" "(O Show de Aberrações)" (BR)                                  | Kevin Tancharoen   | Keto Shimizu & Grainne Godfree                                                              | 17 de outubro de 2017   | 1.58                |
| Seis meses antes Amaya descobriu sobre o vigilantismo de Mari e, de repente, abandonou Nate. No presente, as Lendas se dirigem a um pequeno anacronismo em Wisconsin, no ano de 1870, onde eles interrompem uma apresentação de circo de P.T. Barnum, que capturou um tigre dentes-de-sabre extinto. O dispositivo de encolhimento de Ray dá defeito, o que leva ao aumento de tamanho e à fuga do tigre. Sara visita Amaya e a convence a voltar, para o desagrado de Nate. Enquanto Nate, Ray e Jax visitam uma pousada, Amaya e Sara encolhem e prendem o tigre. Embriagado devido à depressão de seu relacionamento com Amaya, Nate conta para Barnum sobre seus poderes. Com o objetivo de usá-los em seus espetáculos, Barnum captura Ray e Jax enquanto Nate informa as Lendas. Amaya lhe diz que teve que sair de 2017 para preservar a existência de Mari. Enquanto Sara lida com Sharpe no Cavaleiro do Tempo, as Lendas atacam o espetáculo e resgatam seus companheiros de time, removendo o anacronismo. Nate se reconcilia com Amaya, que diz às Lendas que começou a perder o controle de seus poderes animais, resultando em seu comportamento psicopático. Sara conta para as Lendas sobre a ameaça de Mallus, o que eles não levam a sério considerando o que já enfrentaram anteriormente. Uma seguidora de Mallus invoca Kuasa. |              |                                                                            |                    |                                                                                             |                         |                     |
| 36 | 3            | "Zari" "(Zari)" (BR)                                                       | Mairzee Almas      | James Eagan & Ray Utarnachitt                                                               | 24 de outubro de 2017   | 1.43                |
| Em Seattle, em 2042, o Agente da Agência do Tempo, Gary, descobre que a assassina hidrocinética Kuasa está perseguindo Zari, uma hacktivista, e envia um sinal de socorro. As Lendas o recebem e encontram Seattle sendo comandada pela lei marcial da A.R.G.U.S., que está caçando meta-humanos. Eles encontram Zari, que exige ajuda para resgatar seu irmão da prisão, em troca de encontrar Kuasa. Amaya não confia totalmente em seus poderes, então, Stein e Nate procuram uma solução, com Nate sintetizando uma droga alucinógena de Zambesi. Ela usa isso para ter uma visão de um antepassado, que a aconselha a confiar em sua crescente força. Enquanto Jax inicia uma fuga de prisão não planejada, Zari recupera o amuleto de seu irmão, admitindo que ele foi assassinado pela A.R.G.U.S., e enganando o time. Ray a persegue até um acampamento onde sua família se encontraria. Kuasa ataca a dupla enquanto Sharpe persegue o Cavaleiro do Tempo no fluxo do tempo. As Lendas chegam e Amaya, agora no controle de seus poderes, derrota Kuasa, que desaparece usando um item místico e insinuando ser descendente dela. Sharpe avisa Sara que, se as Lendas forem presas, eles serão banidos para o "alvorecer do tempo". Amaya decide ficar e recruta Zari para o time. Em 1988, Ray, ainda criança, encontra uma criatura desconhecida. |              |                                                                            |                    |                                                                                             |                         |                     |
| 37 | 4            | "Phone Home" "(O Telefone de Casa)" (BR)                                   | Kevin Mock         | Matthew Maala                                                                               | 31 de outubro de 2017   | 1.38                |
| Ray desaparece de repente no Cavaleiro do Tempo, e Gideon revela que ele morreu por volta do Halloween de 1988. As Lendas viajam até 1988, onde Ray reaparece e descobre que seu eu mais novo adotou um bebê Dominador. Mais tarde, os agentes do governo capturam o bebê Dominador, fazendo com que Ray, o pequeno Ray e Zari invadam um laboratório para resgatá-lo, enquanto Sara, Nate e Amaya descobrem que a mãe do Dominador voltou para recuperar seu filho. O bebê usa o controle da mente para distrair os agentes, e as Lendas o devolvem para sua mãe, que vai embora em paz. Quando o pequeno Ray é azucrinado por valentões no Halloween, as Lendas aparecem e o defendem. Enquanto isso, Jax e Mick descobrem que Stein quer estar presente no nascimento de seu neto e o ajudam com isso, pegando o Cavaleiro do Tempo "emprestado". Mais tarde, Jax pede para Ray ajudar a descobrir uma maneira de separar o Nuclear, para que Stein possa ter uma vida normal. |              |                                                                            |                    |                                                                                             |                         |                     |
| 38 | 5            | "Return of the Mack" "(O Retorno do Mack)" (BR)                            | Alexandra La Roche | Grainne Godfree & Morgan Faust                                                              | 7 de novembro de 2017   | 1.52                |
| Nate descobre um padrão para os anacronismos, com dois "outliers": o ataque de Kuasa e o outro é um suspeito de ataques de vampiro na Londres Vitoriana. As Lendas chegam e se encontram com a Rip, que está investigando uma conspiração envolvendo Mallus, um antigo arqui-inimigo dos Mestres do Tempo; ele acredita que os anacronismos periféricos são exemplos do trabalho de Mallus. Eles descobrem o corpo de Darhk—que aparentemente passou por uma fenda temporal nesse período—e Zari encontra uma seguidora de Mallus chamada Madame Eleanor, que rouba seu amuleto, trabalhando com uma sociedade ocultista vitoriana que inclui o antepassado de Stein, Sir Henry Stein, entre seus membros. Rip prende as Lendas a bordo do Cavaleiro do Tempo para protegê-las antes de ver a ressurreição de Darhk, que Eleanor consegue realizar usando o amuleto. As Lendas chegam e atacam Darhk e Eleanor, que acabam fugindo. Sara informa sobre Rip para a Agência, que rapidamente o prende, re-legitimando as Lendas em troca. Rip avisa Sara sobre a importância de Mallus. Enquanto isso, Jax faz com que Ray tente separar sua conexão psíquica com Stein como um precursor de quebrar sua ligação física como o Nuclear, mas sofre um efeito colateral da perda de memória a curto prazo. Stein descobre e, mais tarde, decide ajudá-los. |              |                                                                            |                    |                                                                                             |                         |                     |
| 39 | 6            | "Helen Hunt" "(Caça à Helena)" (BR)                                        | David Geddes       | Keto Shimizu & Ubah Mohamed                                                                 | 14 de novembro de 2017  | 1.53                |
| Martin, Jax e Ray tentam transferir o Nuclear para Jax. A tentativa falha e causa uma troca de corpos. As Lendas seguem um anacronismo em Hollywood, no ano de 1937, que é revelado ser Helena de Troia. Ao tentar tirar Helena de uma festa, o time encontra Darhk, Eleanor e Kuasa. Darhk diz para Sara que poupará a vida das Lendas se eles pararem com a viagem no tempo. Enquanto isso, Stein conhece Hedy Lamarr e os outros homens do time das Lendas começam a brigar por causa de Helena. As mulheres do time das Lendas confrontam Helena em privado. Ela se recusa a voltar para Troia, citando a angústia de ter homens morrendo por sua causa. Mais tarde, as mulheres do time das Lendas capturam Helena. O Cavaleiro do Tempo quebra. A mudança de Lamarr de atriz para operadora significa que ela não inventa mais o FHSS. Para corrigir isso, Stein vai ao local de trabalho de Lamarr, o que resulta em um confronto com Darhk. Amaya e Zari ficam no Cavaleiro do Tempo como guardas, enquanto o resto das Lendas ajudam Stein. Sara luta contra Dahrk enquanto o resto das Lendas são espancados por Eleanor. Lamarr diz para Jax e Stein se fundirem, o que lhes fará voltar aos seus respectivos corpos. O Nuclear derrota Darhk e Eleanor. Na nave, Amaya e Helena derrotam Kuasa. Os três fogem. Zari, em um estado compreensivo, leva Helena para Temiscira ao invés de Troia. |              |                                                                            |                    |                                                                                             |                         |                     |
| 40 | 7            | "Welcome to the Jungle" "(Bem-Vindos à Selva)" (BR)                        | Mairzee Almas      | Ray Utarnachitt & Tyron B. Carter                                                           | 21 de novembro de 2017  | 1.49                |
| Com Sara ainda em coma, as Lendas optam por investigar ataques de criaturas durante a Guerra do Vietnã. Zari, Ray e Amaya, passando-se por jornalistas, encontram uma mulher que lhes mostra a criatura; que é revelada ser o Gorila Grodd, de um tempo deslocado. Enquanto isso, Nate e Mick são capturados por um grupo de combate liderado pelo pai de Mick, Dick Rory. No Cavaleiro do Tempo, Stein discute sobre como separar o Nuclear com Isaac Newton. Jax entra em suas discussões e descobre que o Nuclear pode ser separado, mas depodirá Jax. O anacronismo aumenta de intensidade, revelando o plano de Grodd de destruir a humanidade ao matar o presidente Johnson e começar a Terceira Guerra Mundial. Jax, inspirado pelas habilidades sem poder de Sara, salva Johnson de um campo minado. Depois de não conseguir capturar Grodd, Amaya usa seus poderes para negociar com ele, mas a negociação dá errado quando o grupo de combate de Dick ataca. Grodd decide roubar o Cavaleiro do Tempo e limpar a humanidade da linha do tempo. Sua tentativa dá errado e, aparentemente, leva à sua morte. De volta ao complexo de Grodd, Mick impede seu pai de massacrar os prisioneiros de Grodd e fica em paz com seu relacionamento com seu pai. O time volta para a nave quando Sara acorda de seu coma. Em 2017, Grodd é abordado por Darhk. |              |                                                                            |                    |                                                                                             |                         |                     |
| 41 | 8            | "Crisis on Earth-X, Part 4" "(Crise na Terra-X, Parte 4)" (BR)             | Gregory Smith      | História por : Marc Guggenheim & Andrew Kreisberg Roteiro por : Phil Klemmer & Keto Shimizu | 28 de novembro de 2017  | 2.80                |
| Kara é salva de Thawne por Ray Palmer, enquanto Nate solta todos das celas. Na Terra-X, Stein ativa o portal antes de desmaiar devido aos seus ferimentos. Jax se une a Stein para levá-lo para o outro lado do portal e de volta para casa, junto com Barry, Oliver, Sara, Alex, Ray Terrill e Leo Snart (o sósia de Leonard Snart da Terra-X). Os membros de todos os times enfrentam Metallo da Terra-X, enquanto Felicity e Kara são encurraladas pelo Dark Arrow. Oliver coloca o Dark Arrow em um beco sem saída ao ameaçar matar Overgirl. Stein ainda está vivo devido à sua conexão com Jax, mas está lentamente matando os dois. Stein separa a conexão dos dois e morre por causa de seus ferimentos; Jax dá a noticia de sua morte para Clarissa e Lily. O Dark Arrow entra em contato com o time para oferecer uma trégua, dizendo que irão embora em paz se o time entregar Supergirl. Oliver recusa e o time luta contra os nazistas e os sósias da Terra-X, com Cisco, Wells, Felicity e Iris pilotando o Cavaleiro do Tempo. Caitlin, Amaya e Zari se infiltram na nave do tempo dos nazistas, o Wellenreiter, para desativar seu escudo antes de Harry a destruir. Ao derrotar Thawne, Barry decide não matá-lo, deixando-o fugir. Supergirl luta contra Overgirl, o que faz com que Overgirl acabe entrando em estado de explosão. Kara a leva para o espaço, onde ela explode. Mais tarde, Oliver mata seu sósia. Cisco abre um portal, permitindo que Ray volte para a Terra-X, mas Snart decide ficar. O time realiza um funeral para Martin. As Lendas, Kara e Alex voltam para suas próprias vidas. Barry e Iris fazem com que Diggle ordene seus votos e eles se casam oficialmente, com Oliver e Felicity fazendo o mesmo. Este episódio conclui um crossover que se inicia no episódio 8 da 3ª temporada de Supergirl e no episódio 8 da 6ª temporada de Arrow, e continua no episódio 8 da 4ª temporada de The Flash. |              |                                                                            |                    |                                                                                             |                         |                     |
| 42 | 9            | "Beebo the God of War" "(Beebo, o Deus da Guerra)" (BR)                    | Kevin Mock         | Grainne Godfree & James Eagan                                                               | 5 de dezembro de 2017   | 1.61                |
| O time procura outro anacronismo, que acaba sendo Martin Stein, ainda jovem, deslocado no tempo dos Vikings. Martin estava tentando comprar o brinquedo de pelúcia Beebo para sua filha, mas foi deslocado, fazendo com que os Vikings acreditassem que Beebo é o Deus da Guerra. Damien Darhk aparece, o que preocupa Sara, mas o time consegue corrigir o tempo novamente. Apesar de Jax tentar contar para Stein, ainda jovem, sobre a morte de seu futuro eu, Stein já deduziu isso por causa da ausência de sua contraparte. Stein, não querendo enganar a morte e consciente de que tem um futuro maravilhoso, decide não saber sobre os detalhes de sua morte iminente e aceita seu destino, escolhendo passar os anos que lhe restam se dedicando aos seus entes queridos. Com o Stein do presente morto e sem os poderes do Nuclear, Jax decide sair do time, mas é surpreendido por todos e se junta a eles para passar o Natal. Sara e Jax se separam com bons termos e Jax parte para novas aventuras. Ao retornar para o Cavaleiro do Tempo, Sara é cumprimentada por John Constantine, que afirma que precisa dela e da ajuda de seu time com um demônio que controla uma menina e conhece seu nome. |              |                                                                            |                    |                                                                                             |                         |                     |
| 43 | 10           | "Daddy Darhkest" "(Papai Darhk)" (BR)                                      | Dermott Downs      | Keto Shimizu & Matthew Maala                                                                | 12 de fevereiro de 2018 | 1.51                |
| John Constantine explica para as Lendas sobre o demônio, que Sara revela para ele ser Mallus. Enquanto John insiste que eles lhe deixem cuidar do demônio, Sara proclama que eles vão ajudar também. A garota é a filha de Damien Darhk, Nora, e está sendo mantida em um asilo em 2017 e, enquanto tentam ajudar Nora, ela é possuída por Mallus e envia Sara, John e Leo para 1969. Enquanto está possuída por Mallus, é revelado que Nora possui habilidades extraordinárias, fazendo com que Sara entre novamente na prisão de Mallus para resgatar Nora enquanto estava presa em 1969. Então, eles tentam recriar o símbolo que Mallus criou, que os envia através do tempo de volta para casa. Nora é rapidamente encontrada por Damien Darhk, alegando que ela será usada em breve para sua ressurreição. Depois de lidarem com o demônio, Constantine vai embora do Cavaleiro do Tempo, agradecendo Sara por sua ajuda. Leonard também vai embora, agradecendo Mick pela aventura. Sara liga para Ava para conversar, mas é avisada por Ava que Rip Hunter fugiu da Agência do Tempo. Além disso, Amaya tenta conversar com Kuasa; no entanto, quando Nate interrompe, uma briga se inicia, o que termina em sua fuga. |              |                                                                            |                    |                                                                                             |                         |                     |
| 44 | 11           | "Here I Go Again" "(Lá Vou Eu de Novo)" (BR)                               | Ben Bray           | Ray Utarnachitt & Morgan Faust                                                              | 19 de fevereiro de 2018 | 1.40                |
| Uma missão dá errado, fazendo com que as Lendas briguem uns com os outros. Zari tenta consertar a nave, mas fica coberta por um liquido pegajoso e aparentemente ativa um programa que explode o Cavaleiro do Tempo, antes de aparentemente voltar uma hora antes da explosão. O dia aparentemente continua se repetindo, com Zari passando pelos mesmos eventos repetidas vezes, descobrindo segredos misteriosos sobre o time, assim como a habilidade de escrita de Mick. Mais tarde, o time descobre que o Agente do Tempo, Gary, está a bordo da nave, e que ele tem causado as repetições. Mick destrói o dispositivo de Gary, mas Gary diz que as repetições eram a única coisa que os salvava da morte. Quando a nave está prestes a explodir, Zari se prende em um escudo e usa seus poderes para tentar conter a explosão. Ela reaparece na nave, que está vazia, onde ela encontra a forma humana de Gideon, que lhe assegura que ela está na ala médica e viva. Ela diz para Zari que a transportou para seu programa para mostrar que ela não pode salvar 2042 sem as Lendas. Zari admite para Sara que estava pesquisando brechas na história para ver se poderia salvar seu irmão, o que Sara diz que poderia ser possível. Na Província de Yunnan, na China, Rip Hunter, que fugiu recentemente da Agência do Tempo, encontra Wally West. |              |                                                                            |                    |                                                                                             |                         |                     |
| 45 | 12           | "The Curse of the Earth Totem" "(A Maldição do Totem da Terra)" (BR)       | Chris Tammaro      | Grainne Godfree & Ubah Mohamed                                                              | 26 de fevereiro de 2018 | 1.51                |
| O time revisa a lista de totens e decidem encontrar o Totem do Fogo primeiro; no entanto, Darhk chega antes, fazendo um empate, onde cada lado tem dois totens. Sara vai a um encontro com Ava. Enquanto ela está fora, o time vai para as Bahamas em 1700, pousando no Triângulo das Bermudas, onde eles encontram uma tripulação de piratas, liderada por Edward Teach, e que inclui Damien Darhk, que consegue roubar o totem de Amaya. Ao saber do problema que o time se envolveu, Sara abandona seu encontro com Ava e vai ajudá-los. O Cavaleiro do Tempo é atacado por bolas de canhão lançadas por Darhk e, mais tarde, é atacado por Barba Negra e sua tripulação; então, Ava chega para ajudar Sara a combatê-los. A maior parte do time consegue escapar; no entanto, Ray, sentindo-se culpado, retorna na esperança de consertar um erro que fez em relação a Darhk e sua filha, em troca do totem de Amaya. Apesar de sua boa ação, ele é capturado por Darhk e sua filha. Enquanto isso, Wally ajuda Rip a roubar um Agente do Tempo, e pega seu casaco na Agência do Tempo. Os dois acabam se embebedando e cantando karaokê em 1992. Mais tarde, Rip diz para Wally que talvez seja hora de ele sair em busca de sua própria aventura. |              |                                                                            |                    |                                                                                             |                         |                     |
| 46 | 13           | "No Country for Old Dads" "(Onde os Pais Não Tem Vez)" (BR)                | Viet Nguyen        | Keto Shimizu & James Eagan                                                                  | 5 de março de 2018      | 1.19                |
| Damien instrui Nora e Ray, agora refém deles, a viajar para Berlim em 1962 para conseguir informações sobre fusão a frio, que pode ser usada para consertar o Totem do Fogo. Rip leva Wally até as Lendas, e eles tentam descobrir a localização de Ray. Nora corrompe o totem de Amaya, e as Lendas descobrem que os Darhk estão criando anacronismos para enfraquecer a prisão de Mallus para libertá-lo no mundo. Damien salva Nora de sua versão mais jovem, e ela ganha controle sobre o totem. Quando é encurralado por Nora, Ray explode um buraco no Muro de Berlim, causando outro anacronismo, o que permite que as Lendas o localizem. Wally resgata Ray e pega o Totem do Fogo. O diretor Bennett é assassinado por Grodd, o que faz com que Ava se torne a agente sênior da Agência do Tempo, permitindo que Rip volte ao trabalho. Wally pretende ir com Rip e Ava, mas Sara o convence a ficar com as Lendas, e Rip o parabeniza. Antes de ir embora, Rip dá instruções para Gideon deletar um arquivo sobre Ava, alegando que Sara nunca deve saber o segredo de Ava. Mallus ganha controle sobre Nora, deixando Damien horrorizado. |              |                                                                            |                    |                                                                                             |                         |                     |
| 47 | 14           | "Amazing Grace" "(A Incrível Graça)" (BR)                                  | David Geddes       | Matthew Maala & Tyron B. Carter                                                             | 12 de março de 2018     | 1.26                |
| Wally se muda para o Cavaleiro do Tempo e começa a incomodar o time com sua velocidade. O time logo descobre mudanças a bordo da nave, como o cabelo de Nate, o nome do rato de Mick e o jogo de Zari. Rastreando o anacronismo, eles descobrem que um pânico em massa foi causado em Memphis, em 1954, durante uma apresentação de Elvis Presley. Ao chegarem lá, eles descobrem que o violão de Presley contém o último totem, o Totem da Morte. As coisas começam a dar errado quando Presley admite que talvez esteja pensando em desistir da música após a morte de seu irmão. O time leva o violão de volta para o Cavaleiro do Tempo, mas começam a ver uma aparição fantasmagórica. Mais tarde, eles conseguem tomar controle do Totem da Morte e convencer Elvis a continuar seguindo na música. Amaya toca para Nate algumas músicas de Zambesi. A caixa selada que contém o Totem da Morte começa a se mexer. |              |                                                                            |                    |                                                                                             |                         |                     |
| 48 | 15           | "Necromancing the Stone" "(Necromando a Pedra)" (BR)                       | April Mullen       | Grainne Godfree & Morgan Faust                                                              | 19 de março de 2018     | 1.25                |
| Sara é atraída para abrir a caixa e usar o Totem da Morte, e seu corpo novamente acaba caindo sob o controle de Mallus, enquanto sua mente está presa em seu prisão, com uma visão de Nora. O time tenta combatê-la, mas suas novas habilidades místicas são difíceis de conter. Ao saberem da situação de Sara, Ava e Gary procuram John Constantine para conseguir sua ajuda. Enquanto isso, um por um, as Lendas tentam parar Sara, mas são derrotados, deixando apenas Nate, Amaya e Rory para detê-la. Enquanto está no domínio de Mallus, Sara vê visões do que a fez ser a mulher que ela é, ao mesmo tempo que Nora tenta convencê-la a se unir a Mallus. Nate tenta chegar ao Totem da Terra para usá-lo, mas é confrontado por Sara e derrotado. Ao descobrir que Sara está usando o Totem da Morte, John tenta entrar na prisão de Mallus, mas Mallus o bloqueia. Mallus tenta enganar John para que ele sacrifique Sara para salvar sua pequena Astra, mas John não é convencido. Amaya convence Mick a usar o Totem do Fogo, que é o suficiente para atordoar Sara, permitindo que Constantine e Ava a libertem do controle de Mallus. Temendo que talvez possa machucar Ava, Sara termina seu relacionamento com ela para protegê-la. |              |                                                                            |                    |                                                                                             |                         |                     |
| 49 | 16           | "I, Ava" "(Eu, Ava)" (BR)                                                  | Dean Choe          | Ray Utarnachitt & Daphne Miles                                                              | 26 de março de 2018     | 1.28                |
| Sara pensa em deixar o time depois de seu término com Ava, mas descobre por Gary que Ava não está indo ao trabalho a dias. Sara, Ray e Gary viajam para a casa de Ava, mas descobrem que os pais de Ava são atores, pagos para interpretar um papel constante. Os três viajam para 2213, onde descobrem que Ava é, na verdade, uma massa de clones produzida por um conglomerado. Os três são presos por vários clones de Ava, mas são salvos pela Ava original. Zari ensina Mick a usar o Totem do Fogo. Amaya, em uma trégua temporária com Kuasa, consegue recuperar seu totem, mas Nate é capturado e "torturado" por Damien Darhk. No entanto, é revelado que Darhk sente falta de como sua filha era antes de Mallus. Mais tarde, ele é pego por sua filha fingindo uma tortura. Amaya, Wally e Kuasa resgatam Nate e confrontam Nora, mas Nora arranca o Totem da Água de Kuasa, matando-a. Impulsionada pela dor e pela culpa, Amaya viaja para Zambesi, em 1992, para mudar o destino de sua família. Ava e Sara percebem que Rip deletou o arquivo de Ava da Agência do Tempo e decidem descobrir o motivo. |              |                                                                            |                    |                                                                                             |                         |                     |
| 50 | 17           | "Guest Starring John Noble" "(John Noble como Ator Convidado)" (BR)        | Ralph Hemecker     | Keto Shimizu & James Eagan                                                                  | 2 de abril de 2018      | 1.23                |
| As Lendas impedem que Grodd mate o futuro presidente Barack Obama na década de 1980, impedindo outro anacronismo e atrasando ainda mais a libertação de Mallus. Damien percebe que Nora será morta quando Mallus for libertado de sua prisão, o que faz com que ele temporariamente se alie às Lendas. Ao conseguir que o ator John Noble personifique a voz de Mallus, o time engana Nora para que ela vá até o Cavaleiro do Tempo; então, eles a contém. Ava pergunta para Rip se ele sabia que ela era um clone; Rip revela que ela é a décima segunda clone Ava que ele recrutou, pois ela é uma agente talentosa. Amaya volta para Zambesi, em 1992, para mudar a história e garantir o futuro da sua família. Nate, ao invés de tentar convencê-la a voltar para a nave, escolhe ajudá-la. Sara decide permitir que isso aconteça, causando o último anacronismo que libertará Mallus, pois percebe que a única maneira de parar o demônio é libertando-o. Ela dá para Damien o Totem da Morte, enquanto o resto do time decide empunhar seus próprios totens individuais. Damien percebe que Nora ainda está viva dentro de Mallus e liberta Grodd para destruir Zambesi, impedindo a libertação de Mallus. Nate consegue dominar Grodd com o Totem da Terra. Mallus se liberta de sua prisão, revelando sua verdadeira forma assustadora. |              |                                                                            |                    |                                                                                             |                         |                     |
| 51 | 18           | "The Good, the Bad, and the Cuddly" "(O Bonzinho, o Mau e o Fofinho)" (BR) | Dermott Downs      | Marc Guggenheim & Phil Klemmer                                                              | 9 de abril de 2018      | 1.41                |
| Mallus exige que as Lendas entreguem os seis totens. Rip se sacrifica para permitir que o time fuja para a cidade de Salvation, no Velho Oeste. Um exército de romanos, vikings e piratas logo chega, ameaçando destruir a cidade a menos que as Lendas entreguem os totens. Ray e Damien viajam para quando Mallus foi libertado de Nora; Damien liberta Nora do domínio de Mallus, fazendo com que Mallus o possua e mate Damien para ser libertado. De volta ao Velho Oeste, as Lendas se aliam a Jonah Hex, junto com Helena de Troia, Jax, Nora e uma versão alternativa de Kuasa. O time salva a cidade do exército. Mallus chega para pegar os totens; Sara, Mick, Amaya, Nate, Zari e Wally combinam as energias dos totens para criar o último guerreiro: uma versão gigante de Beebo. Beebo luta e mata Mallus. Nora é presa pela Agência do Tempo, mas Ray lhe dá a Pedra do Tempo para que ela possa escapar. Amaya retorna para Zambesi para viver sua vida, mas escolhe não apagar suas memórias. As Lendas ficam de férias em Aruba, em 2018, quando John Constantine chega, revelando que Mallus não foi o único demônio que foi libertado. |              |                                                                            |                    |                                                                                             |                         |                     |

## Elenco e personagens
| - Victor Garber como Martin Stein / Nuclear - Brandon Routh como Ray Palmer / Átomo - Caity Lotz como Sara Lance / Canário Branco - Franz Drameh como Jefferson Jackson / Nuclear - Maisie Richardson-Sellers como Amaya Jiwe / Vixen - Amy Louise Pemberton como Gideon - Tala Ashe como Zari Tomaz - Keiynan Lonsdale como Wally West / Kid Flash - Nick Zano como Nate Heywood / Cidadão Gládio - Dominic Purcell como Mick Rory / Onda Térmica | - Arthur Darvill como Rip Hunter - Jes Macallan como Ava Sharpe - Hiro Kanagawa como Wilbur Bennett - Adam Tsekhman como Gary Green - Christina Brucato como Lily Stein - Tracy Ifeachor como Kuasa - Joy Richardson como Ancestral de Amaya Jiwe - Courtney Ford como Nora Darhk - John Noble como a voz de Mallus - Neal McDonough como Damien Darhk - David Sobolov como a voz de Grodd - Matt Ryan como John Constantine |

### Convidados
- Simon Merrells como Júlio César[19]
- Billy Zane como P. T. Barnum[20]
- Susie Abromeit como Sandy Palmer[21]
- Echo Kellum como Curtis Holt / Sr. Incrível
- Bar Paly como Helena de Tróia[22]
- Andy Thompson como Cecil B. DeMille[23]
- Celia Massingham como Hedy Lamarr[23]
- Evan Jones como Dick Rory[24]
- Lawrence Green como Isaac Newton[25]
- Peter Hall como Lyndon B. Johnson[26]
- Stephen Amell como Oliver Queen / Arqueiro Verde e Arqueiro Negro[27]
- Grant Gustin como Barry Allen / Flash[27]
- Carlos Valdes como Cisco Ramon / Vibro[27]
- Danielle Panabaker como Caitlin Snow / Nevasca[27]
- Candice Patton como Iris West
- Emily Bett Rickards como Felicity Smoak
- Tom Cavanagh como Eobard Thawne / Flash Reverso e Harrison Wells[27]
- Melissa Benoist como Kara Danvers / Supergirl e Overgirl[27]
- Chyler Leigh como Alex Danvers[27]
- Rick Gonzalez como Rene Ramirez / Cão Selvagem
- Juliana Harkavy como Dinah Drake / Canário Negro
- Susanna Thompson como a voz da I.A. da Wellenreiter[28]
- Russell Tovey como Ray Terrill / The Ray[27]
- Wentworth Miller como Leo Snart[27]
- Isabella Hofmann como Clarissa Stein[29]
- David Ramsey como John Diggle / Espartano[30]
- Graeme McComb como Martin Stein (jovem)[31]
- Thor Knai como Leif Erikson[32]
- Katia Winter como Freydís Eiríksdóttir[32]
- Benjamin Diskin como a voz de Beebo[33]
- Jonathan Cake como Blackbeard[34]
- Violett Beane como Jesse Wells[35]
- Matthew MacCaull como Henry Heywood, Sr. / Comandante Gládio[36]
- Luke Bilyk como Elvis Presley[37]
- Geoffrey Blake como Lucious Presley[37]
- Bailey Tippen como Astra Logue (voz)[38]
- Lovell Adams-Gray como Barack Obama[39]
- Johnathon Schaech como Jonah Hex[40]

## Produção

### Desenvolvimento
Em janeiro de 2017, Legends of Tomorrow foi renovado pela The CW para uma terceira temporada. O showrunner Phil Klemmer disse que a temporada seria "mais no mundo do ocultismo e dos monstros", ao contrário das duas primeiras temporadas, que eram mais focadas na ciência.

### Escolha do elenco
Os regulares de retorno da temporada anterior incluem Victor Garber, Brandon Routh, Caity Lotz, Franz Drameh, Maisie Richardson-Sellers, Amy Pemberton, Nick Zano e Dominic Purcell como Martin Stein, Ray Palmer, Sara Lance, Jefferson Jackson, Amaya Jiwe, Gideon, Nate Heywood, e Mick Rory respectivamente. Eles foram acompanhados por Tala Ashe e Keiynan Lonsdale tocando Zari Tomaz e Wally West, respectivamente. Lonsdale foi anteriormente um regular em The Flash, antes do qual ele fez um teste para interpretar Jackson em Legends of Tomorrow antes de Drameh ser escalado. Garber também retratou o ancestral de Martin Stein, Henry Stein, no episódio "Return of the Mack". O co-criador de Legends of Tomorrow, Marc Guggenheim, explicou que parte da motivação para adicionar um super-herói muçulmano (Zari) à série foi o "clima político" nos EUA após as eleições de 2016. Pemberton retratou fisicamente Gideon no episódio "Here I Go Again", ao contrário da maioria dos episódios em que ela apenas dublou o personagem. Esta foi a última temporada para apresentar Garber e Drameh como regulares; ambos saíram no meio da temporada, com o último retornando para o final da temporada, enquanto o primeiro saiu para retomar sua carreira no teatro da Broadway. Também permanece a única temporada de Lonsdale como regular, já que ele partiu após o final da temporada, citando seu desejo de buscar outras oportunidades de atuação.
Arthur Darvill, que interpretou Rip Hunter como um membro do elenco principal nas duas primeiras temporadas, foi rebaixado a um membro do elenco recorrente na terceira temporada. Numerosos atores retornaram em seus papéis de outras séries do Universo Arrow em capacidade recorrente, como Neal McDonough como Damien Darhk, David Sobolov como a voz de Grodd, Christina Brucato como Lily Stein, e Matt Ryan como John Constantine. Tracy Ifeachor foi escalada como a neta de Kuasa, substituindo Anika Noni Rose, que dublou a personagem na websérie animada da Vixen, e Courtney Ford foi escalada como a filha de Darhk, Nora, anteriormente interpretada por Tuesday Hoffman em Arrow. A mãe de Sellers, Joy Richardson, voltou a ser a ancestral da busca da visão de Jiwe. Wentworth Miller, que interpretou Leonard Snart / Capitão Frio como regular na 1ª temporada e reapareceu na 2ª temporada, voltou a interpretar o personagem da Terra-X doppelganger Leo Snart. Esta foi a última temporada da série para apresentá-lo. John Noble dubla Mallus, o principal antagonista da temporada, mas a verdadeira forma do personagem não é revelada até o penúltimo episódio da temporada "Convidado Estrelado por John Noble", onde Noble também se retrata em uma aparição especial. Jes Macallan, Adam Tsekhman e Hiro Kanagawa recorreram como agentes da Agência do Tempo, Ava Sharpe, Gary Green, e Wilbur Bennett

### Filmagens
As filmagens da temporada começaram em julho de 2017, e terminaram em fevereiro de 2018. "Here I Go Again" foi escrita como o episódio da garrafa da temporada e focou principalmente no personagem de Ashe, Zari. Sellers chamou sua experiência de interpretar uma versão de 72 anos de Amaya Jiwe de "horrível" por causa dos elementos práticos envolvidos na criação do visual da personagem, principalmente a maquiagem. Ela relembrou: "Fui enviada para um gesso completo [...] Fiquei coberto de gesso dos ombros para cima com apenas dois orifícios para respirar por duas horas. Em seguida, eles criaram um rosto e um pescoço totalmente novos para mim que foram colados e spray pintado ao longo de quatro horas. O resultado final foi assustadoramente convincente."

### Ligações com o Universo Arrow
Em maio de 2017, o presidente da The CW, Mark Pedowitz, anunciou oficialmente os planos para um evento crossover de quatro programas, Universo Arrow, cruzando episódios da série de televisão Supergirl, The Flash, Legends of Tomorrow e Arrow. O crossover, Crisis on Earth-X, começou com Supergirl e uma exibição especial de Arrow em 27 de novembro de 2017, e concluído em The Flash e Legends of Tomorrow em 28 de novembro.

## Lançamento

### Exibição
A terceira temporada começou a ser exibida em 10 de outubro de 2017 na The CW nos Estados Unidos, e concluída em 9 de abril de 2018.

### Mídia doméstica
A temporada foi lançado em Blu-Ray em 25 de setembro de 2018.

## Recepção

### Audiência
| №  | Título                              | Exibição original       | Rating/share (18–49) | Audiência (em milhões) | DVR (18–49) | Audiência em DVR (milhões) | Total (18–49) | Audiência total (em milhões) |
| -- | ----------------------------------- | ----------------------- | -------------------- | ---------------------- | ----------- | -------------------------- | ------------- | ---------------------------- |
| 1  | "Aruba-Con"                         | 10 de outubro de 2017   | 0.6/3                | 1.71                   | 0.4         | 1.14                       | 1.0           | 2.85                         |
| 2  | "Freakshow"                         | 17 de outubro de 2017   | 0.5/2                | 1.58                   | 0.4         | 0.97                       | 0.9           | 2.55                         |
| 3  | "Zari"                              | 24 de outubro de 2017   | 0.5/2                | 1.43                   | 0.4         | 0.95                       | 0.9           | 2.38                         |
| 4  | "Phone Home"                        | 31 de outubro de 2017   | 0.4/2                | 1.38                   | 0.5         | 1.04                       | 0.9           | 2.42                         |
| 5  | "Return of the Mack"                | 7 de novembro de 2017   | 0.5/2                | 1.52                   | 0.4         | 1.02                       | 0.9           | 2.54                         |
| 6  | "Helen Hunt"                        | 14 de novembro de 2017  | 0.5/2                | 1.53                   | 0.5         | 1.06                       | 1.0           | 2.59                         |
| 7  | "Welcome to the Jungle"             | 21 de novembro de 2017  | 0.5/2                | 1.49                   | 0.4         | 1.08                       | 0.9           | 2.57                         |
| 8  | "Crisis on Earth-X, Part 4"         | 28 de novembro de 2017  | 0.9/4                | 2.80                   | 0.8         | 1.82                       | 1.7           | 4.62                         |
| 9  | "Beebo the God of War"              | 5 de dezembro de 2017   | 0.6/2                | 1.61                   | N/A         | 0.99                       | N/A           | 2.61                         |
| 10 | "Daddy Darhkest"                    | 12 de fevereiro de 2018 | 0.5/2                | 1.51                   | N/A         | N/A                        | N/A           | N/A                          |
| 11 | "Here I Go Again"                   | 19 de fevereiro de 2018 | 0.4/2                | 1.40                   | N/A         | N/A                        | N/A           | N/A                          |
| 12 | "The Curse of the Earth Totem"      | 26 de fevereiro de 2018 | 0.4/2                | 1.51                   | 0.3         | 0.77                       | 0.7           | 2.28                         |
| 13 | "No Country for Old Dads"           | 5 de março de 2018      | 0.4/2                | 1.19                   | N/A         | 0.86                       | N/A           | 2.05                         |
| 14 | "Amazing Grace"                     | 12 de março de 2018     | 0.4/2                | 1.26                   | 0.3         | 0.78                       | 0.7           | 2.03                         |
| 15 | "Necromancing the Stone"            | 19 de março de 2018     | 0.4/2                | 1.25                   | 0.3         | 0.85                       | 0.7           | 2.10                         |
| 16 | "I, Ava"                            | 26 de março de 2018     | 0.4/2                | 1.28                   | N/A         | 0.77                       | N/A           | 2.04                         |
| 17 | "Guest Starring John Noble"         | 2 de abril de 2018      | 0.4/2                | 1.23                   | 0.3         | 0.80                       | 0.7           | 2.04                         |
| 18 | "The Good, the Bad, and the Cuddly" | 9 de abril de 2018      | 0.4/2                | 1.41                   | 0.3         | 0.74                       | 0.7           | 2.16                         |

### Resposta Crítica
O site Rotten Tomatoes deu para a temporada um índice de 88% de aprovação dos críticos e com uma classificação média de 7,95/10 baseado em 8 comentários. O consenso do site disse: "DC's Legends of Tomorrow clareia o tom em sua terceira temporada, enquanto destaca enredos de aventura e um senso de humor distinto." Jesse Schedeen do IGN disse, "enquanto a 3ª temporada atingiu alguns picos impressionantes, também deu-nos algumas das parcelas mais fracas da série. A 3ª temporada acabou sofrendo com sua incapacidade de criar um conflito digno desse elenco de heróis desajustados, e isso lança uma sombra que perdurará quando a série retornar para a 4ª temporada" A escritora da Vox, Sara Ghaleb, escreveu: "O canto mais idiota do Universo Arrow da The CW se tornou o melhor da terceira temporada".

### Prêmios e indicações
| Ano  | Prêmio             | Categoria                                   | Nomeado(s)          | Resultado | Ref.   |
| ---- | ------------------ | ------------------------------------------- | ------------------- | --------- | ------ |
| 2018 | Saturn Awards      | Best Superhero Adaptation Television Series | Legends of Tomorrow | Indicado  | [ 95 ] |
| 2018 | Teen Choice Awards | Choice TV Actress: Action                   | Caity Lotz          | Indicado  | [ 96 ] |